# Paprotki
Paprotki [pronunciación en polaco: /paˈprɔtki/] es un pueblo ubicado en el distrito administrativo de Gmina Malechowo, dentro del condado de Sławno, voivodato de Pomerania Occidental, en el norte de Polonia occidental. Se encuentra aproximadamente a 2 kilómetros al sureste de Malechowo, a 12 kilómetroa al suroeste de Sławno, y a 162 kilómetros al noreste de la capital regional Szczecin.
Antes de 1945, el área fue parte de Alemania. 